# August Gustaf Eisen
August Gustaf "Gustavus" Eisen, född 2 augusti 1847 i Stockholm, död 29 oktober 1940 i New York, var en svensk-amerikansk zoolog och arkeolog. Han var känd för att ha olika intressen, inom "konst och konsthistoria, arkeologi och antropologi, agronomi och trädgårdsodling, vetenskapshistoria, geografi och kartografi, cytologi och protozoologi samt marin ryggradslös zoologi".

## Biografi
August Gustaf Eisen var son till grosshandlaren Frans August Eisen. Han studerade vid Visby högre elementarläroverk 1858–1863 och vid Stockholms lyceum 1863–1868. Han blev därefter student vid Uppsala universitet där han blev filosofie kandidat 1873 och samma år docent i zoologi.
Han emigrerade samma år till Kalifornien, där han dels bedrev biologiska undersökningar vid Stillahavskusten ner till Guatemala, dels ägnade sig åt frukt- och vinodling. 1892–1899 var han kurator vid naturhistoriska museet i San Francisco.
Han gav ut flera arbeten om daggmaskar och ägnade sig bl.a. åt kromosomforskning och praktisk entomologi. Han var en av pionjärerna inom amerikanskt naturskydd, och det var främst genom hans insatser som mammutträdet fridlystes – han ligger begravd på den efter honom uppkallade bergstoppen Mount Eisen i den nuvarande Sequoia National Park.
August Strindberg ger i Ensittaren, en av novellerna Ifrån Fjärdingen och Svartbäcken, en karakteristik av sin ungdomsvän Eisen.
En artikel år 2012 i San Francisco Chronicle beskriver honom som "Som en av dessa 1800-tals polymaths studerade Eisen också malariamyggor, grundade en vingård i Fresno, introducerade avokado och Smyrnafikon till Kalifornien, drev kampanj för att rädda jättesequoia, och skrev en flera volymer lång bok om den heliga Graal. "

## Organismer uppkallade efter honom

### Maskar
- Eisenia fetida
- Eisenia hortensis
- Eisenia andreih
- Eiseniona

### Rödalger
- Eisenia bicyclis
- Eisenia arborea

### Kärlväxter
- Phacelia eisenii Brandegee
- Bacopa eisenii (Kellogg) Pennell